# Manpreet Singh
Manpreet Singh (Jalandhar, 26 de junho de 1992) é um jogador de hóquei sobre a grama indiano.

## Carreira
Manpreet Singh nasceu em uma família de agricultores na vila de Mithapur. Em 2013, Singh se tornou capitão do time júnior de hóquei na Copa do Mundo Júnior de Hóquei Masculino de 2013. Ele jogou pela primeira vez pela Índia em 2011 com 19 anos de idade e integrou a Seleção Indiana de Hóquei sobre a grama masculino nos Jogos Olímpicos de Verão de 2020 em Tóquio, quando conquistou a medalha de bronze após derrotar a equipe alemã por 5–4. Nos Jogos Olímpicos de Verão de 2024, em Paris, conquistou a medalha de bronze no torneio masculino do hóquei sobre a grama, após vencer confronto contra a equipe espanhola por 2–1.